# 東郷村・松崎村組合
東郷村・松崎村組合（とうごうそん・まつざきそんくみあい）は、かつて鳥取県中部東伯郡に属していた東郷村と松崎村によって1889年（明治22年）の町村制実施から1951年（昭和26年）の両村合併による東郷松崎町発足まで構成されていた連合組合のこと。両村による共同の村長（組合[村]長）、村議会（組合会）、役場（組合役場）が設置されていた。

## 組合役場
組合役場は当初、松崎村の字「上町」に設置された。この位置には藩政時代の町役所や連合戸長役場などが引き続いて置かれていたと推定される。
その後1929年（昭和4年）に同じく松崎村の字「田町」に新築移転された。この建物は東郷松崎町・東郷町発足後も1972年（昭和47年）に龍島（りゅうとう、現在の湯梨浜町役場東郷支所）に移転するまで引き続き使用された。

## 組合会
両村組合を設立した当初は組合会・東郷村会・松崎村会の3本立ての議会運営が行われ、この体制は1913年（大正2年）まで行われていた。その後は村ごとに選挙区が設けられていたが同年の選挙より両村で1選挙区、定員12名と定められ、今まで両村の村会ごとに行っていた予算の審議などを一括して組合会で審議するようになった。

## 組合長
議会の方は当初、両村別々の村会を持っていたが、組合長は設立当初から両村の村長を兼ねており組合会で選挙され県知事の認可を受けた。また、組合長は初め「組合村長」といっていたが後に「組合長」に変更された。

### 歴代組合長
| 代                                   | 氏名       | 就任年月日                 | 退任年月日                 | 備考                         |
| ------------------------------------ | ---------- | -------------------------- | -------------------------- | ---------------------------- |
| 初                                   | 森田源重郎 | 1889年（明治22年）10月     | 1892年（明治25年）4月      |                              |
| 2                                    | 山本清四郎 | 1892年（明治25年）5月      | 1893年（明治26年）3月18日  |                              |
| 3                                    | 益田伝吉   | 1893年（明治26年）4月10日  | 1893年（明治26年）12月5日  |                              |
| 4                                    | 原田林治郎 | 1893年（明治26年）12月19日 | 1895年（明治28年）2月20日  |                              |
| 5                                    | 益田伝吉   | 1895年（明治28年）4月23日  | 1895年（明治28年）10月5日  |                              |
| 6                                    | 秋田伊之   | 1896年（明治29年）3月26日  | 1896年（明治29年）8月2日   |                              |
| 7                                    | 益田伝吉   | 1896年（明治29年）8月23日  | 1912年（大正元年）11月19日 |                              |
| 8                                    | 森田良蔵   | 1912年（大正元年）12月4日  | 1920年（大正9年）12月4日   |                              |
| 9                                    | 伊沢吉蔵   | 1920年（大正9年）12月10日  | 1923年（大正12年）4月1日   |                              |
| 10                                   | 益田幸吉   | 1923年（大正12年）4月13日  | 1945年（昭和20年）10月29日 |                              |
| 11                                   | 山枡忠興   | 1945年（昭和20年）10月30日 | 1951年（昭和26年）2月28日  | 合併後の東郷松崎町長にも就任 |
| 参考文献 - Web版東郷町誌（湯梨浜町） |            |                            |                            |                              |